# Raúl Entrerríos Rodríguez
Raúl Entrerríos Rodríguez (Gijón, 12 de febrer de 1981) és un exjugador d'handbol espanyol, guanyador de 2 medalles olímpiques. És germà del també jugador d'handbol i medallista olímpic Alberto Entrerríos. La temporada 2013-2014, va guanyar cinc títols amb el FC Barcelona, en un gran any en què l'equip només no va poder guanyar la Copa d'Europa, i a la Lliga ASOBAL va guanyar tots 30 partits disputats, amb un nou rècord de gols, 1146. Va participar, als 27 anys, en els Jocs Olímpics d'Estiu de 2008 realitzats a Pequín (República Popular de la Xina), on va aconseguir guanyar la medalla de bronze amb la selecció espanyola d'handbol en guanyar la selecció croata en la final pel tercer lloc. Al llarg de la seva carrera ha guanyat una medalla en el Campionat del Món, una altra en el Campionat d'Europa i una altra en els Jocs del Mediterrani.

## Palmarès
Selecció espanyola
- 1 medalla de bronze als Jocs Olímpics de Beijing 2008
- 1 medalla d'or als Campionats del món d'handbol masculí: 2005
- 2 medalles de bronze als Campionast del món d'handbol masculí: 2011, 2021
- 2 medalles d'or als Campionats d'Europa d'handbol masculí: 2018, 2020
- 2 medalles d'argent als Campionats d'Europa d'handbol masculí: 2006, 2016
- 1 medalles de bronze als Campionats d'Europa d'handbol masculí: 2014

Clubs
- 2 Lliga de Campions masculina de l'EHF: 2010-11, 2014-15
- 2 Recopa d'Europa d'handbol: 2004-2005 i 2008-2009
- 9 Lliga ASOBAL: 2010-11, 2011-12, 2012-13, 2013-14, 2014-15, 2015-16, 2016-17, 2017-18, 2018-19
- 7 Copa espanyola d'handbol masculina: 2001-2002, 2013-2014, 2014-2015, 2015-2016, 2016-2017, 2017-2018, 2018-2019
- 10 Copa ASOBAL: 2010-2011, 2011-2012, 2012-2013, 2013-2014, 2014-2015, 2015-2016, 2016-2017, 2017-2018, 2018-2019
- 8 Supercopa ASOBAL: 2012-13, 2013-14, 2014-15, 2015-16, 2016-17, 2017-18, 2018-19, 2019-20